# Ruellia placoidea
Ruellia placoidea är en akantusväxtart som beskrevs av Alfred Barton Rendle. Ruellia placoidea ingår i släktet Ruellia och familjen akantusväxter. Inga underarter finns listade i Catalogue of Life.